# Галан (кантон)
Галан (фр. и окс. Galan) — кантон во Франции, находится в регионе Юг — Пиренеи. Департамент кантона — Верхние Пиренеи. Входит в состав округа Тарб.
Код INSEE кантона 6510. Всего в кантон Галан входят 11 коммун, из них главной коммуной является Галан.

## Коммуны кантона
| Коммуна       | Население, чел. (2012) | Почтовый индекс | Код INSEE |
| ------------- | ---------------------- | --------------- | --------- |
| Бонрепос      | 197                    | 65330           | 65097     |
| Галан         | 731                    | 65330           | 65183     |
| Галес         | 159                    | 65330           | 65184     |
| Кастельбажак  | 119                    | 65330           | 65128     |
| Либарос       | 140                    | 65330           | 65274     |
| Монтастрюк    | 265                    | 65330           | 65318     |
| Рекюрт        | 178                    | 65330           | 65376     |
| Сабаррос      | 32                     | 65330           | 65381     |
| Сантус        | 69                     | 65330           | 65419     |
| Турнус-Девант | 114                    | 65330           | 65449     |
| Уэдетс        | 235                    | 65330           | 65224     |

## Население
Население кантона на 2007 год составляло 2222 человека.
| 1962 | 1968 | 1975 | 1982 | 1990 | 1999 | 2006 | 2007 |
| ---- | ---- | ---- | ---- | ---- | ---- | ---- | ---- |
| 2870 | 2825 | 2863 | 2776 | 2559 | 2369 | 2240 | 2222 |